# Lou Barlow

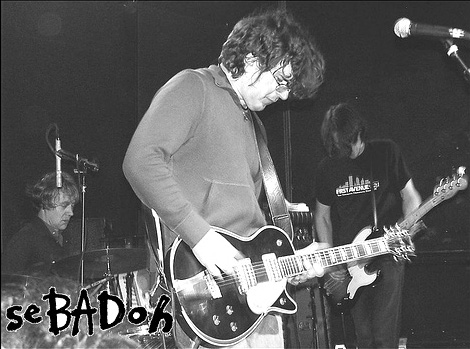
Lou Barlow

Lou Barlow (Dayton, 17 juli 1966) is een Amerikaans gitarist, zanger en songwriter.

## Biografie
Barlow groeide op in Massachusetts, waar hij samen met Joseph Mascis de groep Deep Wound oprichtte. Toen deze band uit elkaar ging, richtten ze samen Dinosaur Jr. (toen nog Dinosaur geheten) op. In 1988 verliet Barlow deze band, na conflicten met Mascis. Hij richtte zich toen in eerste instantie op een zijproject, dat hij al had lopen: Sebadoh, samen met Eric Gaffney. Later werd ook drummer en songwriter Jason Loewenstein aan deze band toegevoegd.
Barlow had ondertussen alweer verschillende projecten lopen, waaronder Sentridoh, Folk Implosion (met John Davis) en zijn privé-project Losers, waarvoor hij samenwerkte met onder meer Bob Fay. Al deze bands waren vooral actief in de indiebeweging, alhoewel Folk Implosion ook enkele liedjes schreef voor de soundtrack van Larry Clarks film Kids. De van deze soundtrack afkomstige single 'Natural One' van the Folk Implosion werd een hit in Amerika. De bandnaam Folk Implosion is een humoristische vernoeming naar de noise rock band Blues Explosion van John Spencer.
Barlow nam samen met ex-dEUS-lid Rudy Trouvé een experimenteel, instrumentaal album op waarbij beiden afzonderlijk van elkaar een plaatzijde invulden.
In 2007 keerde Barlow toch weer terug naar Dinosaur Jr. In de oude samenstelling heeft Dinosaur Jr. nu alweer twee nieuwe albums uitgebracht.

## Discografie

### met Deep Wound
- Deep Wound (Deep Wound, EP, 1983)

### met Dinosaur Jr
- Dinosaur (Dinosaur, 1985)
- You're living all over me (Dinosaur Jr., 1987)
- Bug (Dinosaur Jr., 1988)
- Beyond (Dinosaur Jr. 2007)
- Farm (Dinosaur Jr. 2009)

### met Sebadoh
- The freed man (Sebadoh, 1989)
- Weed forestin' (Sebadoh, 1990)
- III (Sebadoh, 1991)
- Smash your head on the punk rock (Sebadoh, 1992)
- Bubble and scrape (Sebadoh, 1993)
- Bakesale (Sebadoh, 1994)
- Harmacy (Sebadoh, 1996)
- The Sebadoh (Sebadoh, 1999)

### Sentridoh (solo)
- Losing Losers
- Winning losers: a collection of home recordings (1994)
- Lou Barlow & his Sentridoh (1995)
- Lou Barlow & friends (1995)
- Subsonic 6 (2000)
- Free Sentridoh songs from Loobiecore (Sentridoh, 2002)
- Emoh (2005)

### met The Folk Implosion
- Take a look inside (Folk Implosion, 1994)
- Folk Implosion (Folk Implosion, EP, 1996)
- Dare to be surprised (Folk Implosion, 1997)
- One part lullaby (Folk Implosion, 1999)
- The new Folk Implosion (Folk Implosion, 2003)

### als Lou Barlow
- Goodnight Unknown (2009)

### met Rudy Trouvé
- Barlow/Trouve

## Voetnoten
1. ↑  Billboard.com - Artist Chart History - Folk Implosion[dode link]

- Bibsys: 6031759
- Biblioteca Nacional de España: XX1674899
- Bibliothèque nationale de France: cb14046365d (data)
- Gemeinsame Normdatei: 129624217
- International Standard Name Identifier: 0000 0001 1491 0396
- Library of Congress Control Number: no2005026049
- MusicBrainz: 6523f86d-11d3-489e-81f6-6cbe08c367de
- Nationale Bibliotheek van Tsjechië: xx0162755
- Nederlandse Thesaurus van Auteursnamen: 067920799
- Virtual International Authority File: 44501307
- WorldCat: E39PBJmDf4QrXDgmvYyfCQ4H4q